# Högfors, Kotka
Högfors (finska: Korkeakoski) är en stadsdel i Kotka i det finländska landskapet Kymmenedalen. Stadsdelen ligger på den östra sidan av Kymmene älvs gren med samma namn. Högfors var en av de mest centrala byarna i den tidigare Kymmene kommun. Bebyggelsen i Högfors domineras av småhus. Landskapet präglas av Kymmene älvs Högfors-gren och vattenkraftverket vid Högfors, som färdigställdes 1906. I Högfors finns Sonoco Alcore Oy:s hyls- och kartongfabrik (Högfors kartongfabrik) samt Stora Enso Oyj:s Karhula-fabrik.
Enligt statistik hade Korkeakoski 231 invånare och Veikkola 580 invånare (31.12.2012), vilket ger en total befolkning på 811 invånare i dessa områden. Statistikområdet inkluderar även områden utanför stadsdelen i byn Laajakoski.
Högfors industriområde har klassificerats som en värdefull byggt kulturmiljö av riksintresse av Museiverket.

## Historia
Högfors har formats genom sammanslagningen av tre jordebokbyar: Laajakoski, Osola och Sukula. På 1550-talet förenades Sukula med Osola, och i slutet av 1600-talet lades Osola och Laajakoski samman och bildade Högfors. Stora strandvägen korsade Kymmene älvs gren Högfors strax ovanför Högfors vattenfall, som i sitt naturliga tillstånd hade ett fall på cirka 10 meter. Vid vattenfallet har Kymmenegårds kvarn varit verksam åtminstone sedan 1550-talet. En sågkvarn byggdes där 1563, vilket blev det första sågverket i Kymmenedalen.
Högfors träsliperi, grundat av William Ruth, inledde sin verksamhet 1888, och produktionen av kartong startade 1898. Ett vattenkraftverk byggdes vid vattenfallet 1906, vilket möjliggjorde en expansion av industrin. Finlands äldsta fibertillverkningsanläggning, Enso-Gutzeits isolitfabrik, startade sin verksamhet i början av 1930-talet. I dess närhet byggdes ett enhetligt arbetarbostadsområde, den så kallade Pahvikylä (paffbyn). En bostad för fabrikschefen i funktionalistisk stil, byggd 1935, förstördes i en brand i början av 1990-talet. Bostadsområdet Veikkola byggdes snabbt efter andra världskriget för att lindra bostadsbristen.
En folkskola för barn till arbetarna vid Högfors träsliperi öppnades 1896. Skolan som grundades av Kymmene kommun började sin verksamhet 1909 i Kierikkala. En skolbyggnad på Högfors sidan blev färdig 1911.
Högfors tillhörde Kymmene kommun fram till 1950 och hörde till Karhula köping mellan 1951 och 1976.